# 黃天爵
黄天爵（1472年—？），字希仁，從蔡虚斋学，因號潜虚，福建泉州府南安县人，民籍，明朝政治人物。

## 生平
弘治十一年戊午科福建鄉試第十五名舉人。弘治十二年（1499年）中式己未科會試第六十六名，三甲第一百九十四名進士。甫觀政，即以亲老，养病归乡。起补户部主事，歷官刑部员外郎、郎中，正德八年（1513年）九月升广东按察司副使，丁继祖母憂，服闋，十二年十二月复除湖广兵备副使，十五年七月被巡抚吴廷举弹劾，被逮诣京师，後释歸。

## 家族
曾祖黄體義；祖黄惠；父黄记。母陈氏，继母赖氏。具庆下。弟天壽。子黄自勉。孫黄南金，嘉靖戊午科举人，官禹州知州。黄师颜，甲戌進士。侄子黄河清。